# Raionul Baștanka, Mîkolaiiv
Baștanka (în ucraineană Баштанський район, transliterat: Baștanskîi raion) este un raion în regiunea Mîkolaiiv, Ucraina. Are reședința la Baștanka.
Are o suprafață de 6.714,9 km². Populația este de 140.500 locuitori, determinată în 2020.